# Liste der Kreisstraßen im Main-Taunus-Kreis
Die Liste der Kreisstraßen im Main-Taunus-Kreis ist eine Auflistung der Kreisstraßen im hessischen Main-Taunus-Kreis.

## Abkürzungen
- K: Kreisstraße
- L: Landesstraße

## Liste
Die Kreisstraßen behalten die ihnen zugewiesene Nummer innerhalb des Regierungsbezirks Darmstadt in der Regel auch bei einem Wechsel in einen anderen Landkreis oder in eine kreisfreie Stadt. Nicht vorhandene bzw. nicht nachgewiesene Kreisstraßen werden in Kursivdruck gekennzeichnet, ebenso Straßen und Straßenabschnitte, die unabhängig vom Grund (Herabstufung zu einer Gemeindestraße oder Höherstufung) keine Kreisstraßen mehr sind. 
Der Straßenverlauf wird in der Regel von Nord nach Süd und von West nach Ost angegeben.
| Nr.   | Verlauf                                                                       |
| ----- | ----------------------------------------------------------------------------- |
| K 721 | (K 721 im Rheingau-Taunus-Kreis) – Kreisgrenze – L 3026 in Niederjosbach      |
| K 775 | Eppenhain – L 3016 in Ruppertshain                                            |
| K 782 | L 3017 in Massenheim – L 3028 in Hochheim am Main                             |
| K 785 | (K 663 in Wiesbaden) – Kreisgrenze – Wallau – L 3017 – L 3264 in Diedenbergen |
| K 786 | L 3016 in Münster – in Hofheim am Taunus                                      |
| K 787 | L 3018 – L 3264 in Diedenbergen                                               |
| K 792 | L 3026 in Niederjosbach – L 3017 in Bremthal                                  |
| K 797 | – Altenhain – L 3015/L 3266 in Neuenhain                                      |
| K 801 | L 3014/L 3367 in Schwalbach am Taunus – Sulzbach (Taunus) – K 802 – L 3266    |
| K 802 | L 3266 in Bad Soden am Taunus – L 3014 – K 801 in Sulzbach (Taunus)           |
| K 822 | (K 822 in Frankfurt am Main) – Kreisgrenze – L 3011 in Kriftel                |

## Nummerierung der Kreisstraßen im Regierungsbezirk Darmstadt
Die Kreisstraßen im Regierungsbezirk Darmstadt wurden ursprünglich nach einem bestimmten Nummernplan durchnummeriert. Hierbei wählte man für den Kreis Bergstraße die niedrigsten und für den Main-Kinzig-Kreis die höchsten Kreisstraßennummern.
Die Nummerierung erfolgte in der Regel in folgender Reihenfolge:
Kreis Bergstraße, Odenwaldkreis, Landkreis Darmstadt-Dieburg, Kreis Groß-Gerau, kreisfreie Stadt Darmstadt, Landkreis Offenbach, kreisfreie Stadt Offenbach am Main, Wetteraukreis, Rheingau-Taunus-Kreis, Hochtaunuskreis, kreisfreie Stadt Wiesbaden, Main-Taunus-Kreis, kreisfreie Stadt Frankfurt am Main und schließlich Main-Kinzig-Kreis.
Auch die Nummerierungen der Kreisstraßen im Lahn-Dill-Kreis und im Landkreis Limburg-Weilburg, die seit dem 1. Januar 1981 zum Regierungsbezirk Gießen gehören, folgen großenteils noch diesem Nummernplan.